# Bohdanivka, Berezivka
Bohdanivka (în ucraineană Богданівка) este un sat în comuna Andrievo-Ivanivka din raionul Berezivka, regiunea Odesa, Ucraina.

## Demografie
Componența lingvistică a localității Bohdanivka
     Ucraineană (89,24%)
     Rusă (8,68%)
     Română (1,39%)
Conform recensământului din 2001, majoritatea populației localității Bohdanivka era vorbitoare de ucraineană (89,24%), existând în minoritate și vorbitori de rusă (8,68%) și română (1,39%).